# 拉塞勒 (多姆山省)
拉塞勒（法語：La Celle，法語發音：[la sɛl]）是法国多姆山省的一个市镇，位于该省北部，属于里永区。

## 地理
拉塞勒（45°51'15"N, 2°28'34"E）面积15.85 平方千米，位于法国奥弗涅-罗讷-阿尔卑斯大区多姆山省，该省份为法国中南部省份，北起阿列省接壤，东临卢瓦尔省，南至上盧瓦爾省和康塔爾省，西接科雷兹省和克勒兹省。
与拉塞勒接壤的市镇（或旧市镇、城区）包括：巴维尔、拉马济耶尔-欧邦索姆、梅兰沙勒、孔布拉耶地区孔达、日亚、圣阿维。

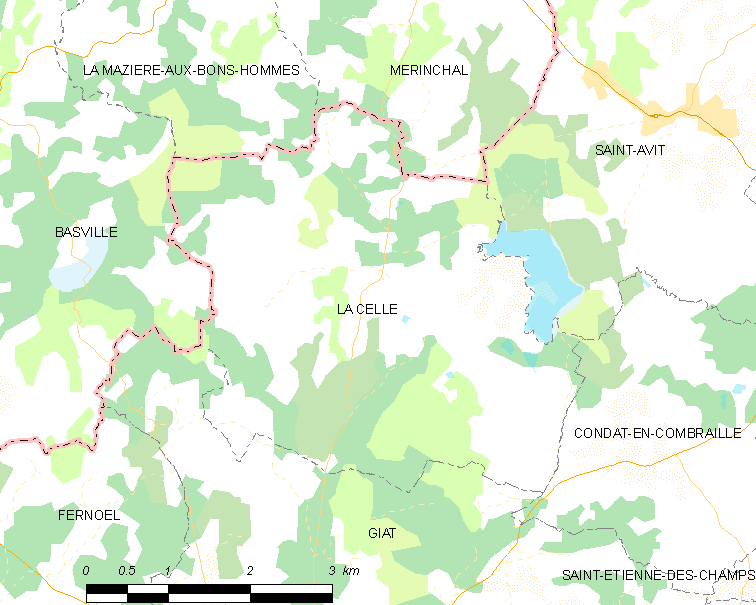
的OSM定位图

拉塞勒的时区为UTC+01:00、UTC+02:00（夏令时）。

## 行政
拉塞勒的邮政编码为63620，INSEE市镇编码为63064。

## 政治
拉塞勒所属的省级选区为圣乌尔斯县。

## 人口

1962-2008年间人口变化图示

拉塞勒于2022年1月1日时的人口数量为80人。